# Resta in ascolto
Resta in ascolto je album talijanske pjevačice i superdive Laure Pausini. 
Izdan je 2004. godine nakon Laurinog pokušaja da se probije u angloameričko i australsko tržište albumom From The Inside. Album nije prošao dobro u Americi.
Album Resta in ascolto je rađen na način kakav Laura još nije snimala. Na albumu se nalazi 11 pjesama, a 6 njih je rađeno u žestokoj rock verziji, s puno bubnjeva, basova i električnih gitara. Na albumu se izdvaja balada Vivimi, čija je španjolska inačica Viveme cover song meksičke telenovele Maćeha (La Madrastra). 
Na albumu se nalazi i pjesma Mi Abbandono a te, koju je Lauri pomogla napisati Madonna. Posebno upečatljiva pjesma je Come Se Non Fosse Stato Mai Amore koja svjedoči o dugogodišnjoj Laurinoj ljubavnoj vezi s njezinim ex-managerom Alfredom Ceruttijem. 
Album je osvojio i Latin Grammy 2005. i Grammy u Los Angelesu 8. veljače 2006. godine.

## Popis skladbi
- La Prospettiva di Me
- Vivimi
- Resta in Ascolto
- Il Tuo Nome in Maiuscolo
- Benedetta Passione
- Come Se Non Fosse Stato Mai Amore
- Cosi' Importante
- Parlami
- Dove l'Aria E' Polvere
- Amare Veramente
- Mi Abbandono A Te